# 小俣
小俣（おまた）は、群馬県安中市の地名。郵便番号は379-0105。面積は1.75km2(2010年現在)。

## 地理
九十九川から秋間丘陵の南麓に位置している。

### 河川
- 九十九川

## 歴史
江戸時代頃からある地名で、安中藩領だった。

### 年表
- 1889年4月1日 町村制施行に伴い、碓氷郡小俣村は安中宿・中宿村・古屋村・高別当（こうべっとう）村と合併し、安中町が成立した。そのため安中町小俣となる。
- 1958年11月1日 市制施行により、安中町は安中市となる。そのため安中市小俣となる。

### 地名の由来
小さな沢が分岐する所から生まれた名称であるといわれている。

## 世帯数と人口
2017年（平成29年）7月31日現在の世帯数と人口は以下の通りである。
| 大字 | 世帯数 | 人口  |
| ---- | ------ | ----- |
| 小俣 | 71世帯 | 183人 |

## 教育
市立小・中学校に通う場合、学区は以下の通りとなる。
| 番地 | 小学校             | 中学校             |
| ---- | ------------------ | ------------------ |
| 全域 | 安中市立安中小学校 | 安中市立第一中学校 |

## 交通

### 鉄道
同町に鉄道駅はない。

### 道路
国道、県道ともに通っていない。

## 施設
- ビッククリーンエネルギー安中発電所

## 避難所
指定緊急避難場所
- 小俣公会堂（漉藻農村公園） (低地にあるため水害時の避難には注意が必要とされている。また、北側には斜面があり土砂災害時の避難にも注意が必要とされている。)[6]

指定避難所
- 米山体育館[7]